# Petalodontiformes
Ordre
Familles de rang inférieur
- † Belantseidae Lund, 1989
- † Janassidae Jaekel, 1899
- † Petalodontidae Newberry et Worthen, 1866
- † Pristodontidae Woodward, 1889

Synonymes
Petalodontida
Les Petalodontiformes forment un  ordre éteint de poissons cartilagineux holocéphales. 
Wikispecies liste 4 familles et 13 genres incertae sedis (†Antliodus – †Brachyrhizodus – †Ctenopetalus – †Cynopodius – †Euglossodus – †Glyphanodus – †Mesolophodus – †Netsepoye – †Paracymatodus – †Petalorhynchus – †Polyrhizodus – †Serratodus – †Siksika).
La famille type est celle des Petalodontidae.
Les différentes espèces sont trouvées dans des terrains datant du Carbonifère au Permien, avec une répartition mondiale.